# 樱井兵五郎
樱井兵五郎（日语：桜井 兵五郎/さくらい ひょうごろう，1880年8月8日—1951年2月11日），日本的政治家、商人。

## 生平
曾担任众议院议员，鈴木貫太郎时期的國務大臣。